# Somogyegres
Somogyegres község Somogy vármegyében, a Tabi járásban.

## Fekvése
Külső-somogyi zsáktelepülés, közúton csak Kánya felől érhető el: az Iregszemcse-Tab közti 6509-es útról Bedegkér felé kell letérni a 65 142-es számú mellékútra, majd Kér településrészről nyugat felé fordulni, a 65 125-ös útra.
Környezete és levegője tiszta; erdők, tavak veszik körül. A bükkös, tölgyes, gyertyános erdők vadállománya gazdag, kedvelt vadászterület. A szép természeti környezet kellemes pihenő- és kirándulóhely az idelátogatók számára. Az igali és tamási gyógyfürdők, valamint a Balaton déli partjának látnivalói is könnyen elérhetők innen.

## Története
Neve nem az egresből, hanem az égerből (égeres) származik, mivel a hagyomány szerint égererdő vette körül. Egy 1864-es jegyzői iratban fellelhető: „Helység tekintettel nevét miután most is erdőkkel van körül véve a hajdani cséplés egresektől kölcsönözte. E köségnek neve hogy máskép iratott volna, miután semmi ez elnevezésre vonatkozó iramányai nincsenek, de hagyomány utján sincs adatt hogy máskép neveztetett volna. A köség eredetiségére senki nem emlékszik.”
A cseplés vagy cseplyés szó gazos, tövises, bozóttal, bokorral benőtt helyet jelent. Ezt őrzi a címerben található két égerfa levél és termés.
A hagyomány szerint 17 család alapította a települést, erre utal a község címerében található 17 csillag is.
1237-ben a falu neve Egres alakban szerepel egy oklevélben, ami IV. Béla magyar király birtokrendezési politikájával kapcsolatos. A Zólyomban készült oklevél megerősíti Imre magyar király azon adományát, mely „bizonyos, Somogy megyében lakó embereket (Csípő, Csapa, Hyuotol, Pál, Csépán, István, Hoyon, Phicke, Thek, Gob, Szem, Lát, Chod, Marcell, Petha, Márton, Szemcse, Moch, Márton, Simon, Ajándék), földjeikkel, szőleikkel és összes javaikkal együtt” az esztergomi érsekségnek adományozott.
Egres (ma Német-Egres, Tabtól délre) papja Miklós, a ki 1333 és 1334-ben harmincz-harmincz kis denárt fizet pápai tized fejében. György 1426-ban egresi esperes.
1526-ban a mohácsi csata után a törökök elpusztították. Az 1536. évi adólajstromban Egrech alakban szerepel. Az 1563. évi török kincstári fejadójegyzékben Egrös néven szerepel 12 házzal, majd 1573–74-ben 18 házzal. A török hódoltság alatt Nagyegrös volt a falu neve. Tóth István György történész közli a somogyi végekről Musztafa koppányi bég 1637. június 18-án kelt, és gróf Batthyány Ádám dunántúli főkapitányhoz címzett levelét, amelyben a török főtiszt elpanaszolja, hogy a Balaton-felvidékről és a zalai végekről, a magyar végváriak – a keszthelyiek, devecseriek, zalaváriak stb. – portyára indultak és Külső-Somogyban Nagyegres falut (a mai Somogyegres) kegyetlenül megsarcolták. A bég magyar nyelvű levelében kérte a főkapitányt, hogy mivel a falu magyar földesura ő volt (míg török részről pedig a koppányi bég) hasson oda az alárendelt végváriaknak, hogy efféle portyákat ne indítsanak.
Musztafa bég a legnagyobb természetességgel írta le az akkori korban valóban nem szokatlan, hanem nagyon is általános állapotot, hogy "Isten engedelmébül Coppán végvárnak én vagyok fű békje és gondviselője – és ezen Koppán tartományban az Nagyságod faluja, Nagyegrös Törökországban az én birtokomban vagyon, Magyarországban Nagyságodé, úgy értem.”Ezért sürgeti, hogy a dunántúli főkapitány – mint a falu földbirtokosa szigorúan lépjen fel a magyar végvári katonaság rablásai ellen, akik minap éppen Nagyegresre szálltak, s „Nagyságod falujában az Nagyságod jobbágyai megkínzódtak.”
A török bég előadja, hogy sokakat elfogtak, és csak váltságdíj ellenében engedtek szabadon. Teljesen elfogadhatatlan – a bég érvelése szerint –, hogy a gróf faluját és alattvalóit a főkapitány pálcája alá tartozó magyar vitézek fosztogassák és sarcolják: „Kérem azért Nagyságodat, az szomszédságban Nagyságod ne hagyja az Nagyságod jobbágyait illyen ok nélkül, mód nélkül illyen tolvajoknak elpusztítani, mert én Törökországban minden kártól megoltalmazom az mint lehet. Hogy ha Nagyságod most gondját nem viseli, azok a tolvajok elpusztítják ezt az országot, mert ha én Törökországban illyen tolvajokat találnék, mind felakasztatnám és elveszteném űket, de mind Magyarországból származik az tolvaj.” Vagyis, kérleli a bég Batthyányt, akadályozza meg a magyar végváriak hasonló portyázásait.
„A koppányi bég egy percig sem titkolja, hogy a somogyi falun és persze annak jövedelmein osztozkodnia kell a távoli magyar földesúrral, a falu pedig csak a főkapitány hathatós közbeavatkozásával élhet békében – azaz adózhatott bőségesen mind Ádám grófnak, mind Musztafa bégnek.” (Tóth István György: Urambátyám-rendszer és kettős adózás, 1637. In: História. 1995/5-6. sz. 56. Archiválva 2015. szeptember 24-i dátummal a Wayback Machine-ben)
A 17. században elnéptelenedett, aminek két legvalószínűbb oka: a törökök elpusztították, vagy járvány tizedelte az itt élőket. 1713-ban megkezdődött a falu újratelepítése. Az 1715-ös összeírásban hat háztartást jegyeztek fel. Az adózók listája: Georgius Csutte; Franciscus Pap; Andreas Magyar; Paulus Süttő; Joannes Kovács; Joannes Tótt; Georgius Salamon; Franciscus Bugor. 
Az 1715. évi összeírással való elégedetlenség arra késztette a hatóságokat, hogy 1719-ben a conscriptio hiányosságainak kiküszöbölése végett az összeírás megismétlését határozzák el. Erre 1720-ban került sor, és ez lett az oszmán uralom alól teljesen felszabadult ország első, minden vármegyére kiterjedő összeírása. Az 1715-ös összeírással szemben 1720-ban csak a külsőségekkel rendelkező jobbágyokat, zselléreket és lakásokat kellett összeírni. A szegényebb réteg, az, amelynek csak háza volt vagy az sem, az összeírásból és így az adózásból kimaradt, hacsak a foglalkozásuk vagy más címen fel nem kellett venni őket. Adózók az összeírás szerint: Joannes Esztergalos; Georgius Feirvári; Joannes Nemet; Georgius Szigetti; Joannes Totth; Stephanus Totth; Franciscus Pap; Joannes Kovács; Andreas Magyar; Joannes Nemet; Georgius Csuty; Stephanus Balog; Joannes Orban; Gregorius Kovács. 
1724-ig csak magyarok lakták, ekkor települtek be a németek, akik hamar asszimilálódtak, jelenlétüket igazolja a német területeken elterjedt útszéli kőoltár, melyből a faluban is található kettő. 1773-ban birtokosa a gróf Batthyány család. 1781-ben megépült a falu római katolikus temploma. 1762-ben gróf Batthyány Lajos (nádor) volt a falu földesura. A család részéről a község utolsó földesura herceg Batthyány Fülöp, később unokahúga férje, herceg Montenuovo Alfréd birtoka lett. 
1931-ig Németegres volt a falu neve, amikor a lakosság kérésére Somogyegresre változtatták:
A m. kir. belügyminiszter a Somogy vármegyébe kebelezett Németegres község nevét az 1898 : IV. tc. 2. §-a alapján Somogyegres névre változtatta meg. (90.755/1931. B. M. sz.)
A kis-egresi falurész hajdan uradalmi birtok volt, az első világháború után épült be.

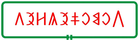
Somogyegres rovásírással

A szomszédos települések lakosai anno az egresieket „egresi bőszoknyások”-nak csúfolták.

## Közélete

### Polgármesterei
- 1990–1994: Jaksó Józsefné (független)[4]
- 1994–1998: Jaksó Józsefné (független)[5]
- 1998–2002: Jaksó Józsefné (független)[6]
- 2002–2006: Jaksó Józsefné (független)[7]
- 2006–2010: Jaksó Józsefné (független)[8]
- 2010–2014: Berta János (független)[9]
- 2014–2019: Lakatos Zsoltné (független)[10]
- 2019–2024: Lakatos Zsoltné (Fidesz-KDNP)[11]
- 2024– : Lakatos Zsoltné (független)[1]

## Nevezetességei
A Szent Fülöpről és Jakabról nevezett római katolikus templom, későbarokk stílusú. 1781-ben Batthyány József hercegprímás építtette a szálkai templommal együtt, orgonája Rieger-gyártmány.
Vetzkó Antal bedegi plébános összefoglalója a templom történetéről:

„Midőn az ozmán nép Török-Koppány-ból kiűzetett, a németh-egresi hivek egy fából épült templommal birtak , melyet azután kegyes földes uraságuk herczeg Batthyányi József esztergomi érsek és Magyarország prímása 1783-ban kőből építtetett föl ; azonban az idő mindent megemésztő vasfoga ezt is megrombolá, a boltozat roskadni s a hiveket leszakadással kezdé fenyegetni ; azért a lángbuzgalmu Koppányi J. plébános, kinek ez fiókegyháza nt Nagy Sándor buzdítására részint a kegyúr- és megyés püspökhez intézett kérelem folytán, részint a nép áldozat-ajánlása következtében a terv megalakult, hogy a templom magasabbra emeltetvén új boltozat és tető készíttessék és kivül belül megmeszeltessék; sok munka ugyan egy maroknyi népnek, de hol az ily ügyet hatalmas pártfogók karolják föl, ott a tervnek létesülni kell. így lett itt is; mert főméltóságu herczeg Batthyányi Fülöp kegyúr őseinek vallásosságát követvén , e fiók-egyház híveiről mint volt jobbágyairól nem feledkezett meg, hanem ezen munkához nekik 100 p. forintot és 30 darab álló fát ajándékozott ; úgy szinte a híveiről atyailag gondoskodó főpásztor nmlgu Ranolder János veszprémi püspök ő excellentiája 100 p. forintot nyújtott az esdeklőknek. Vatics Pál urodalmi erdész 20 pfrtot s Margulet Lipót izraelita bérnök szinte 20 pfrtot; a többit a nép buzgósága állította ki, esvén minden telekre 40 pfrt az egész költség levén mintegy 1,400 p. forint, valamint a szekeres és kézi napszámokat is. A főmlgu kegyúr vallásos érzelmű tisztjeiről is illik e helyen megemlékezni s ezek között tek. Sényi Gábor urodalmi főkormányzó az, ki nem csak itt és most, hanem az urodalmakban mindenütt és mindenkor a méltányos kérésnek engedve oda működött és működik , hogy az meghallgatást nyerjen. T. Farkas Imre urodalmi tiszttartó s Lehner ispán ur , kik még a templomban levő hiányokat ú. m. az oltár, oltárkép, szószék , sekrestyei almáriom állapotát látva bizonyossággal ígérték , hogy közremunkálódásuk által ezeknek megjavítását a főmlgu kegyúrnál eszközölni fogják. Szabad legyen Németh-Egres hiveinek 8 év alatti buzgó tetteit itt röviden elmondani : új harang, orgona, harangláb, több kereszt az, mit ők emeltek s ezen munkában a főmlgu herczeg 120 p. frttal segítette őket…”

További adalékok a templom történetéhez:

„1750-ben a reformátusok oratóriumához hasonló fakápolnát építettek a helység katolikusai. Volt benne 1 oltár 2 terítővel és 1 hordozható oltárkő. Az 1778. évi egyházi látogatás (Visitatio Canonica) jegyzőkönyve szerint a kápolna nagyon szűk, nem férnek bele a helybeliek sem, még kevésbé a szomszéd községek lakossága. Nagyon rozzant, az összeomláshoz közeli állapotban volt. Harangláb is tartozott hozzá 30 font súlyú haranggal. (Vpl. A8/13, 39.) Kőtemploma 1781-ben épült. (Genthon 296.)”

## Népesség
A település népességének változása:
| Lakosok száma | 214  | 200  | 186  | 155  | 149  | 164  | 155  |
|               | 2013 | 2014 | 2015 | 2021 | 2022 | 2023 | 2024 |

A 2011-es népszámlálás során a lakosok 89,6%-a magyarnak, 0,5% cigánynak, 0,5% németnek mondta magát (8,7% nem nyilatkozott; a kettős identitások miatt a végösszeg nagyobb lehet 100%-nál). A vallási megoszlás a következő volt: római katolikus 76%, református 2,7%, evangélikus 1,1%, felekezet nélküli 5,5% (14,2% nem nyilatkozott).
2022-ben a lakosság 88,6%-a vallotta magát magyarnak, 4,7% németnek, 3,4% cigánynak, 0,7% ukránnak, 2,7% egyéb, nem hazai nemzetiségűnek (10,7% nem nyilatkozott; a kettős identitások miatt a végösszeg nagyobb lehet 100%-nál). Vallásuk szerint 52,3% volt római katolikus, 2% református, 2% evangélikus, 1,3% egyéb keresztény, 0,7% egyéb katolikus, 9,4% felekezeten kívüli (32,2% nem válaszolt).

## Látnivalók
- A templom mellett található, plébániául szolgáló épületet 1946-ban Diósi Kálmán és Finta Zsófia adományozta.
- 1939-es tűzoltókocsija kiállítva megtekinthető.

## Érdekesség
- 2010-ben egy, feltehetően török megszállás korabeli kis méretű erődítményt, őrhelyet dokumentáltak, illetve annak négyzetes, lekerekített sarkú alaplenyomatát, melyet már a 2. katonai felmérés idején is rögzítettek a térképen Türken Hügel megnevezéssel,[16] s amelyet azóta beszántottak. Mintegy 31,5 × 35 m nagyságú területre terjedt ki, inkább lekerekített sarkú négyzet alakú, mintsem kerek; árka 5–7 m szélesség közötti, a nyugat felé néző bejárati részt kisebb ároknyúlványok határolták.[17] Továbbá ezen területen középkori templom maradványt és településnyomokat is felfedeztek, illetve római kori cserépdarabok is előkerültek. A hagyomány szerint a régi Egres itt helyezkedett el.
- 1925-ben csiszolt kőbalták kerültek elő (Sm. M. Szl.: I. 102.114.)
- 1945. február 5-én Somogyegres és Bedegkér határában kényszerleszállást hajtott végre egy amerikai B-24 Liberator bombázó. A Ruthie the Raider a 464. Bomb Group 778. repülőszázad gépe volt. A legénység valamennyi tagja túlélte a kényszerleszállást.[18]
- A faluból nyolc személyt hurcoltak el málenkij robotra a Szovjetunióba 1944–45 telének végén, mindannyian visszatértek 1947 nyara végén.